# Фарнхагенская библиотека
Библиотека семьи Фарнхаген (нем. Varnhagensche Bibliothek) — собрание книг семейств Фарнхаген и Бассе, располагающееся в Изерлоне; данное собрание не следует путать с берлинской библиотекой Фарнхаген, связанной с семьёй писателей Рахель и Карла Августа Фарнхаген фон Энзе. Изерлонское собрание, насчитывалось около 1500 томов, размещается в бывшем доме бургмана, расположенном в старом городе и являющимся его старейшим светским зданием.

## История и описание
Выходцы из семьи Фарнхаген являлись викариями в городе Изерлон в период между 1524 и 1801 годами. Начало книжной коллекции семьи было, вероятно, положено Дитрихом Фридрихом Фарнхагеном (нем. Dietrich Friedrich Varnhagen, 1624—1691): на первом этапе это были «бессистемные» приобретения. Ситуация изменилась в следующем поколении: в частности, Иоганн Теодор Фарнхаген (1714—1779) систематически расширял унаследованную библиотеку. В 1784 году в коллекцию была добавлена библиотека семьи Бассе, в которой упор делался на книги юридической тематики. После смерти Рейнхарда Дитриха Фарнхагена вся книжная коллекция стала собственностью протестантскому прихода города. В XIX веке библиотека была практически забыта — её значение было повторно признано только в 1927 году, когда была создана отдельная библиотека. Десять лет спустя, уже после прихода к власти в Германии национал-социалистов, библиотека была перемещена в нынешнее здание городского музея и категоризирована.
В 1983 году Фарнхагенская библиотека переехала на новый адрес: она стала располагаться в бывшем доме бургмана, являющимся старейшим светским зданием Изерлона. По состоянию на начало XXI века в коллекции Фарнхагенской библиотеки, насчитывалось около 1500 томов: из них 18 рукописей и 7 инкунабул относились к древнейшим. Около 40 томов были изданы в первой половине XVI века, а 140 — во второй половине того же столетия. К первой половине XVII века исследователи относили около 210 томов, а 420 книг были изданы во второй половине века. Датировка 40 работ библиотеки вызывала затруднения. Около половины книг коллекции были написаны на немецком языке, а вторую половину составляли издания на латыни; при этом 3 % работ были изданы на французском или иных языках. Подавляющее большинство текстов (около 75 %) являлись богословскими трактатами: 490 книг были посвящено общему богословию и догматике (нем. Systematische Theologie), а 610 томов можно было отнести к практическому богословию; экзегетика была представлена двумя сотнями работ, а шестьдесят книги были посвящены история церкви. В коллекции также присутствуют научные и философские трактаты, а также — ряд исторических работ.